# حرب كيماوية

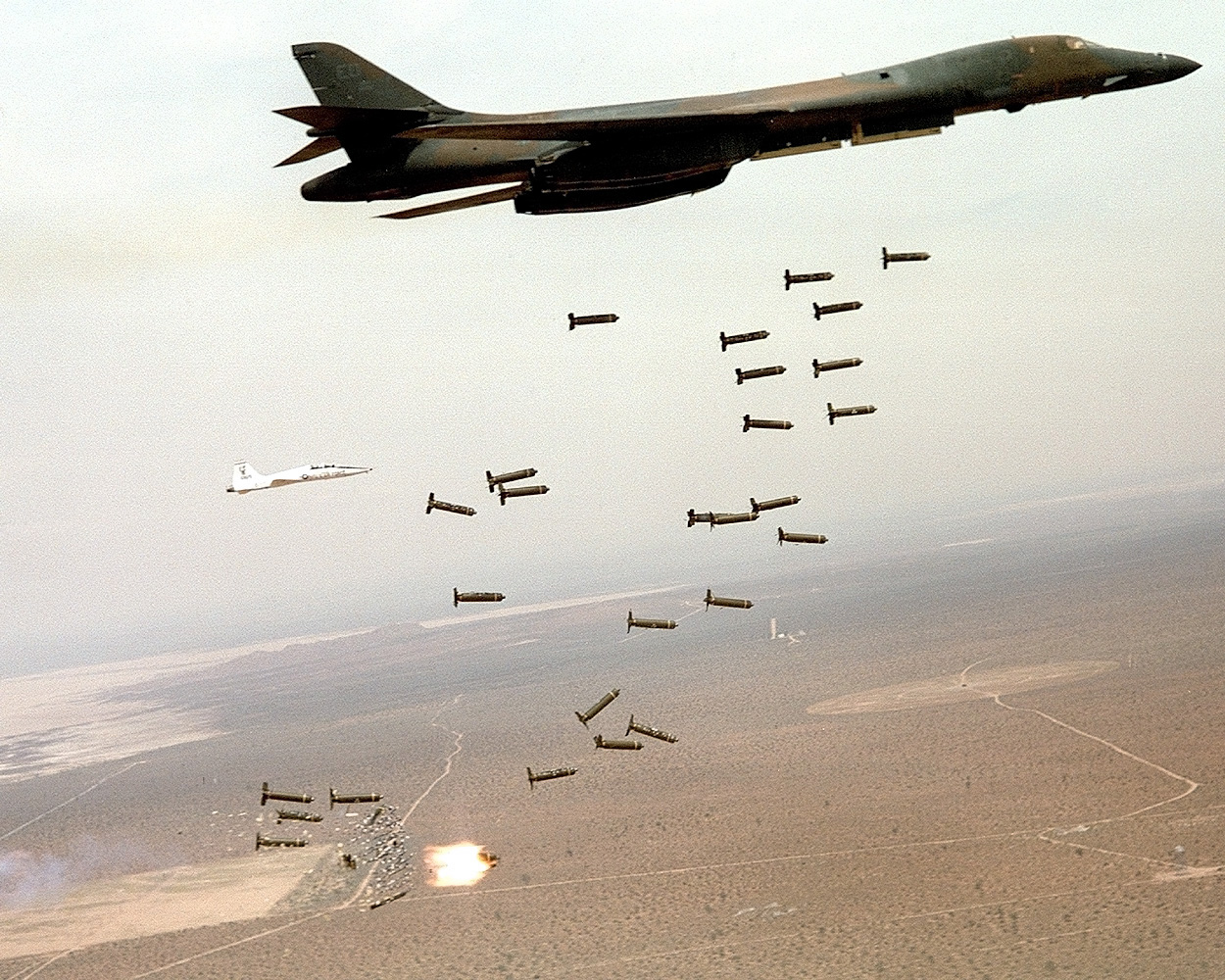
طائرة تُلقي بقنابل عنقودية.

تستخدم الأسلحة الكيميائية لتدمير أو تحجيم أو الحد من نشاط مجموعة بشرية معينة لتحقيق أهداف مختلفة، حيث أن ما تتميز به الأسلحة الكيميائية هو التأثير غالبا على الكائنات الحية فقط (ماعدا الأسلحة النووية التي يكون تدميرها شاملا ومتعديا حدود المكان الجغرافية). وتصنف الأسلحة الكيميائية عدة تصنيفات، إما حسب شدة تأثيرها أو حسب إمكانية السيطرة عليها والحد من سرعة انتشارها.[بحاجة لمصدر]

## تاريخ الاستخدام
يعود استخدام الأسلحة الكيماوية في الحروب إلى أقدم الأزمنة، إذ تشير المصادر التاريخية أن حروب الهند القديمة في حوالي العام 2000 ق.م شهدت استخداماً لأبخرة سامة تسبب «الارتخاء والنعاس والتثاؤب». كما استخدم الغاز في حصار «بلاتيا» إبان حرب البيلوبونيز، وتحوي مؤلفات المؤرخ «توسيديدس» وصفا لاستخدامه وآثاره.
و لقد استقر استخدام الأسلحة الكيماوية عبر العصور. إلا أن القرن العشرين شهد من بدايته تطوراً هاماً في إتقانها وتوسيع مدى آثارها، خاصة إثر خبرة حرب البوير التي أظهرت إمكاناتها التدميرية الهائلة. ومع حلول الحرب العالمية الأولى انتشر استخدام الغازات السامة التي لجأت إليها كافة الأطراف المشاركة فيها. ولقد أدت الأسلحة الكيماوية إلى وقوع ما يتراوح بين 800 ألف ومليون إصابة في صفوف قوات روسيا وفرنسا وإنكلترا وألمانيا والولايات المتحدة إبان تلك الحرب.
و على الرغم من التطورات التي ضاعفت من قدرات الأسلحة الكيماوية، فإنها لم تستخدم إبان الحرب العالمية الثانية. غير أن الولايات المتحدة استخدمتها إبان حرب الفيتنام وخاصة في مجال تخريب المحاصيل وتدمير الغابات.
وكان التتار عام 1743 يلقون بالفئران الميتة من الطاعون فوق أسوار المدن التي كانت تحاصرها لإشاعة وباء الطاعون فيها ليستسلم أهلها. وكان الإنكليز والإسبان عند استعمارهم للأمريكتين في أواخر القرن الخامس عشر يقدمون للقبائل الهندية بالشمال والجنوب بطاطين كهدايا وملوثة بفيروسات الجدري للقضاء علي أفرادها. وفي القرن الثامن عشر كان الروس يلقون بجثث الموتى بالطاعون فوق أسوار مدن آسيا الوسطى الإسلامية لحصد شعوبها واستسلامها للغزو الروسي.
ونابليون في كل حروبه كان يلقي الحيوانات النافقة من الطاعون والجمرة الخبيثة في مياه الشرب ليقضي على أعدائه. وإبان الحرب العالمية الأولى وضعت بريطانيا بكتيريا الكوليرا في مياه الشرب بإيطاليا لتحالفها مع ألمانيا بينما كانت ألمانيا تلقي قنابل بيولوجية محملة بالطاعون فوق لندن. وكانت مصر عام 1946 قد تعرضت لوباء الكوليرا عندما وضعت العصابات الصهيونية بكتيريا الكوليرا في مياه النيل. وقام الموساد الإسرائيلي بعملية مماثلة في أعقاب حرب 1967 ووقتها كان يطلق علي وباء الكوليرا أمراض الصيف.
وكانت اليابان في حربها ضد منشوريا والصين منذ عام 1931 تلقي بالبراغيث الحاملة للطاعون والكوليرا من الطائرات ومعها حبوب القمح التي تقبل عليها الفئران لنشر الأوبئة هناك. فحصدت الآلاف من الجنود والمدنيين. وظلت اليابان تلقي بهذه الجراثيم القاتلة حتي نهاية الحرب العالمية الثانية. وبعد استسلامها استعانت الولايات المتحدة الأمريكية والاتحاد السوفيتي بالخبرة اليابانية في مجال الحرب الجرثومية. وهذا ما جعل الأمريكان تشن حربا جرثومية ضد الفيتناميين. وكانت قوات «فيت كونج» الفييْتنامية تستخدم الرماح الملوثة بالجراثيم ضد المحاربين الأمريكان.
وفي عام 1984 قام رجل متدين من الهنود الحمر بوضع بكتريا السالمونيلا في سلاطات بعدة مطاعم أمريكية بدلاس وأورجون. فأصيب بالتسمم الغذائي حوالي 750 شخصاً، 60 منهم دخلوا المستشفيات. وفي عام 1995 قامت جماعة دينية باليابان بنشر الطاعون والكوليرا والإيبولا من رشاشات مزودة بالسيارات والتي أخذت تجوب شوارع طوكيو الرئيسية. وكان اليابانيون وقتها قد إنتابهم الذعر عقب إلقاء مجهول بزجاجة بها غاز الأعصاب سارين في نفق مترو طوكيو أودى بحياة 62 شخص وأصيب 5000 آخرين دخلوا المستشفيات.
في 16-17 مارس 1988 استخدم جيش العراقي غاز الاعصاب وبعض أخرى في الهجوم الكيماوي على مدينة حلبجة وقتل أكثر من 5000 مدنيين واصابة 7000-10000 مدنيين أخرى أغلبهم من نساء واطفال، وقد مات ألاف من سكان البلدة في السنة التي تلت من المضاعافات الصحية والأمراض والعيوب الخلقية. كانت الهجمة، التي تعرّف أحيانا بـ (الإبادة جماعية)، أكبر هجمة كيماوية وُجّهت ضد سكان مدنيين من عراق واحد وهم الاكراد حتى اليوم. وهو امر يتفق مع وصف الإبادة الجماعية في القانون الدولي التي يجب أن تكون موجهة ضد جماعة أو عرق بعينه بقصد الانتقام أو العقوبة. لقد اعترف كبار قادة البعث العراقي وهم طارق عزيز وصدام حسين بمسؤليتهم عن الإبادة الجماعية ضمن حملة الانفال العسكرية التي راح ضحيتها 182000 كردي وقد وجدت المنظمات الدولية أكثر من 500 مقبرة جماعية في العراق بعد عام 2003 ورحيل النظام.
في 21 آب 2013 استخدم غاز الأعصاب في سوريا هجوم كيماوي على غوطة دمشق طال مدن زملكا وكفربطنا والمعضمية وجوبر وعربين وسقبا وحمورية وحرستا وعين ترما. مما أدى إلى إصابة ما لا يقل عن 1300 من المدنيين بينهم نساء وأطفال وأكثر من 6000 مصاب حسب إحصاءات المشافي والنقاط الطبية في المنطقة.
و في تموز 2013 اتهمت المعارضة السورية قوات النظام الحكومية السورية بالقاء سلاح كيميائي من غاز السارين على منطقة الغوطة «غوطة دمشق» في حادثة ادت إلى مقتل ما لا يقل عن 1500 شخص واصابة المئات في حادثة اسهمت في اشعال الرأي العام العالمي وتهديدات أمريكية بقصف سوريا، فيما لم يعرف بعد المسؤول عن هذه الهجمات.
وفي حزيران 2014 أعلنت الامم المتحدة انه قد تم تدمير كل الاسلحة السورية الكيماوية.

## الوظائف والأنواع
ووظائف الأسلحة الكيميائية هي:
1. التأثير على قوى الخصم البشرية.
2. إعاقة الخصم ومنعه من الإفادة من مناطق ومواقع هامة.
3. عرقلة تقدم الخصم.
4. ضرب أهداف في عمق الجبهة المعادية.
5. التأثير النفسي وإضعاف الروح المعنوية في صفوف قوات الخصم.
6. التأثير على البيئة لخدمة القوات الصديقة ومخططاته.

و يمكن تقسيم الأسلحة المستخدمة في الحرب الكيماوية إلى «عوامل كيماوية سامة» و«غازات قتال» تتراوح فاعليتها وتأثيرها على البشر، و«المواد المبيدة للنبات» و«القنابل الحارقة». ويُمكن استخدام عدة وسائط لإيصال هذه الأسلحة إلى أهدافها، كالمدفعية والهاونات وقنابل الطائرات والصواريخ والرش من الجو والألغام والقنابل اليدوية وقاذفات اللهب.

### البكتيريا والفيروسات
الجراثيم عبارة عن كائنات دقيقة لا ترى بالعين المجردة، وتنقسم إلى:
1. بكتريا كأمراض الطاعون أو الجمرة أو تولاريما أو السالمونيلا. وهذه البكتريا تعالج عادة بالمضدات الحيوية.
2. فيروسات كأمراض إيبولا أو الجدري أو ماربورج (يشبه فيروس إيبولا)، وهذه الجراثيم يكون العدوى بها عادة عن طريق الاستنشاق كالإنفلونزا والجمرة التنفسية، أو من تناول الأطعمة الملوثة كما في بكتيريا التسمم الغذائي أو عن طريق الحيوانات أو الحشرات كما في الطاعون، أو بالاتصال الجنسي أو عن طريق الحقن كما في أمراض الإيدز أو الإيبولا أو الالتهاب الكبدي الوبائي. لهذا ارتداء الأقنعة الواقية تفيد كثيراً للوقاية منها.

ويمكن لهذه الجراثيم الموت بفعل الحرارة أو أشعة الشمس. إلا أن بعضها قد يقاومهما إلي مالا نهاية. فلقد أجرت إنكلترا تجارباً بيولوجية في جزيرة «جرونيارد» الاسكتلندية. وبعد التجارب ظلت منطقة التجارب ملوثة زهاء 40 عاما. ولو كان العراق في حرب الخليج طال إسرائيل بالصواريخ المزودة برؤوس بيولوجية ضمن حملة قصفها الصاروخي عام 1991 لما زال الإسرائيليون يعانون منها حتى الآن. والتطعيم ضد هذه الأمراض المعدية الفتاكة قد يُفيد الجنود والمدنيين للوقاية منها في بعض الأحيان كما في الكوليرا. لكن هناك جراثيم لا يوجد لها لقاحات واقية كالإيبولا، أو يكون لها لقاح وإن وجد لا يتوفر حاليا كلقاح الجدري.
والكشف النوعي والفوري عن هذه الميكروبات القاتلة ليس متاحا. وقد يستغرق فحصها أوالكشف عنها عدة أيام بالمعامل البيولوجية. وحالياً توجد أبحاث لاكتشاف طريقة فورية للكشف عن بعضها كما هو متبع حالياً في التعرف علي فيروس الإيدز.وهذه التقنية الواعدة تعتمد علي نظرية اتحاد الأنتيجينات (كالبكتريا والفيروسات) بالأجسام المضادة النوعية والخاصة لكل مرض. وهذه الطريقة يطلق عليها الاختيار الحيوي المتكامل.وفي حالة حرب الخطابات الملغمة بالجراثيم، فلابد من فتح الخطابات أولا للكشف علي محتواها. لأخذ عينات من مسحوقها لتحليلها وخلطها بمجموعة الأجسام المضادة للتعرف عليها. وسيمكن بهذ ه الطريقة الفورية المتاحة حاليا التعرف علي بكتريا الجمرة الخبيثة والطاعون وبكتريا التسمم الغذائي والبكتريا العنقودية في خلال 30 دقيقة.
وحاليا تقوم منظمة الصحة العالمية بحصر الأمراض المتوطنة المعدية في كل مناطق العالم مع وضع لوائح للوقاية منها وتحذيرات للمسافرين والسياح بهذه المناطق الموبوءة. وهذه الأمراض قد تتحور جراثيمها في المعامل مما يتنافي من تحضيرها بها مع الوقت أو في بيئاتها لتصبح أكثر مقاومة للعوامل البيئية والطبيعية والوقائية والعلاجية. أوقد تفقد قدرتها الوبائية مع الوقت.

### الغازات والسموم
تضم الأسلحة الكيماوية غاز الأعصاب والسموم الكيماوية وغاز الخردل السام. وتضم غازات الأعصاب السارين الذي لارائحة له وvx الكافورية الرائحة وهي تتلف الأعصاب وتمنع الإشارات العصبية للمخ. ومن بين هذه الغازات غاز الفوسجين الذي يوقف التنفس.
وبعضها سريعة المفعول كسيانيد الهيدروجين السام. وبعض هذه الغازات السامة لها روائح مميزة. فالخردل رائحته كالثوم والخردل النيتروجيني كرائحة السمك، واللوزيت رائحته حلوة وأوكسيم الأكسجين له رائحة نفاذة محدثا تهيجا في الأنف والعين. وبعضها مفعولهاسريع كاللوزيت أو لمدة 3ساعات أو لعدة أيام كالخردل.وبعضها يسبب الثآليل بالجلد التي تؤثر علي التنفس والأنسجة كالخردل النيتروجيني.
ويمكن الوقاية من هذه الغازات بارتداء القناع والملابس الواقية. وبالقناع يوجد المرشح (فلتر) يتكون من حبيبات مسحوق الفحم النباتي النشط. وله قدرة علي امتصاص هذه الغازات من الهواء المستنشق. ولكل مرشح له تاريخ صلاحية.ولابد أن يكون القناع محكم ويجب التمرين علي ارتدائه. وللتعرف علي أن القناع محكم توضع نقطة زيت نعناع فلو شمت الرائحة. فهذا معناه القناع فقد صلاحيته.
وبصفة عامة للوقاية من هذه الأسلحة يكون بارتداء القناع الواقي والملابس الواقية مع عزل المناطق الموبؤة.واستعمال مياه وتناول أطعمة معروفة المصدر مع ملاحظة الطائرات المنخفضة الطيران المشبوهة أو الغريبة. فلو رشت شيئا وبعد ظهورها يجب ملاحظة كثرة الحشرات بالمنطقة أو الروائح الغريبة.وفي حالة الخطابات تفصل الخطابات المعروفة الهوية أولا. والاحتراس عند فتح الخطابات والطرود الغريبة. مع ملاحظة وجود مساحيق أو مواد غريبة بها.
كما أن الأسلحة النووية لم تعد القصف والتدمير النووي. لأن قضيبا في حجم الإصبع أو مسحوقا مشعان سيسببان الهلع النووي لو قام بوضع أيهما انتحاري في أي مكان مزدحم وهو يلبس ملابس واقية من معدن الرصاص تحت ملابسه العادية. ويظل مفعول هذه المواد المشعة والغير منظورة مسببة السرطان المدمر لآلاف السنين. ويمكن تبريد هذه المواد المشعة تحت الصفر لتقل إشعاعاتها وقتيا ووضعها في أغلفة من الرصاص حتي يلوث بها أي مكان. كما يمكن وضعها في الخطابات والطرود البريدية لتوصيلها لأي مكان.

## الخطر الوقاية

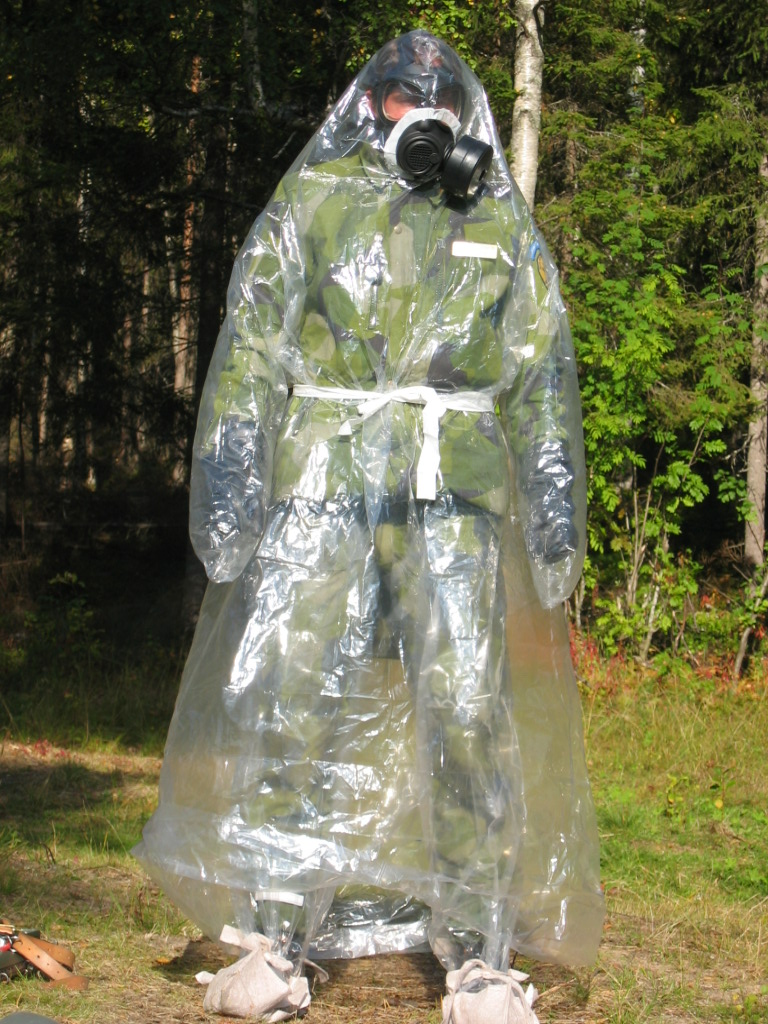
جندي سويدي يرتدي بذلة حماية من الأسلحة الكيميائية.

يعتمد الدفاع الناجح ضد الهجمات الكيماوية على الكشف المبكر لانتشار العوامل الكيماوية بغية اتخاذ التدابير اللازمة وإعداد وسائل الوقاية والحماية. وفي حال تلوث منطقة بهذه العوامل، تفرض القيود على الحركة منها وإليها بغية القيام بواجبات الوقاية والتطهير الضرورية.
نظراً لخطورة الأسلحة الكيماوية واتساع مدى تأثيرها، فلقد بُذلت جهود دولية للحد من انتشارها واستخدامها منذ أواخر القرن الماضي. إذ شهدت مدينة لاهاي في العامين 1899 و1907 مؤتمرين تقرر فيهما منع استخدام القنابل التي تنشر الغازات الخانفة. كما قامت عصبة الأمم في الفترة ما بين الحربين العالميتين ببحث مسألة استخدام العوامل الكيماوية في الحروب، واتخذت قرارات بتحريمها في اتفاقية جنيف عام 1925، ومؤتمر نزع السلاح 1932-1934. واستمر الاهتمام الدولي بهذه القضية حتى مطلع الثمانينات، وذلك رغم أن عدداً كبيراً من الدول لا يزال يحتفظ بمخزون كبير نسبياً من هذه الأسلحة، كما تستمر الأبحاث الرامية إلى تطوير المزيد منها.

و مما لا شك فيه أن الأسلحة الكيماوية تشكل خطراً على البشرية جمعاء كغيرها من أسلحة الدمار الشامل. ويفاقم من هذا الخطر الحقيقة التي أشار إليها يوثانت - السكرتير العام السابق للأمم المتحدة - حيث كتب في مقدمة كتاب «الأسلحة الكيماوية والبيولوجية» الذي صدر عن الأمم المتحدة في العام 1962 ما يلي: 

«كل الدول تقريباً - بما فيها الدول النامية والبلدان الصغيرة - بإمكانها الحصول على الأسلحة الكيماوية والبيولوجية، نظرا لسهولة تحضير بعضها بمصاريف زهيدة وسرعة فائقة في مختبراتنا ومعامل بسيطة. وهذه الحقيقة تجعل مسألة السيطرة على هذه الأسلحة ومراقبتها شديدة الصعوبة».

ويمكن لأي شخص إقامة معمل لتحضير هذه الجراثيم القاتلة. ولن تكلف العملية سوى معدات بعشرين ألف جنيه وشقة مساحتها من 50 –100 متر مربع. ويمكن زراعة الجراثيم في «قزان» بحجم برميل الطرشي. ويوضع به مواد غذائية بروتينية وسكرية ليحدث عملية الزراعة بالتخمر حيث تتضاعف بالبلايين. ولهذا فالأسلحة البيلوجية سهلة الاستخدام لأي دولة، مما يجعلها تنتشر بسهولة وتُشكل خطراً أكبر.